# Етелсвил (Алабама)
Етелсвил (енгл. Ethelsville) град је у америчкој савезној држави Алабама. По попису становништва из 2010. у њему је живело 81 становника.

## Демографија
Према попису становништва из 2010. у граду је живело 81 становника, што је 0 (0,0%) становника више него 2000. године.
| Група             | 2000.      | 2010.      |
| Белци             | 70 (86,4%) | 60 (74,1%) |
| Афроамериканци    | 11 (13,6%) | 21 (25,9%) |
| Азијати           | 0 (0,0%)   | 0 (0,0%)   |
| Хиспаноамериканци | 0 (0,0%)   | 0 (0,0%)   |
| Укупно            | 81         | 81         |